# Sextus Otto Lindberg
Sextus Otto Lindberg (* 29. März 1835 in Stockholm; † 20. Februar 1889 in Helsinki) war ein schwedischer Arzt und Botaniker in der Fachrichtung der Bryologie. Sein botanisches Autorenkürzel lautet „Lindb.“

## Leben
Lindberg wurde in Stockholm geboren und in Uppsala ausgebildet. Er arbeitete im Großfürstentum Finnland, damals Teil des Russischen Kaiserreichs. Er wurde Professor für Botanik und Dekan der physikalisch-mathematischen Fakultät der Universität Helsinki.
Lindberg starb in Helsinki. Sein Sohn war der Botaniker Harald Lindberg (1871–1963).

## Ehrungen
Lindberg zur Ehre wurde die Gattung Lindbergia aus der Familie der Leskeaceae benannt, welche der schwedische Bryologe Nils Conrad Kindberg 1897 beschrieb. Nach Lindbergs Sohn Harald wurde die Gattung Lindbergella in der Familie der Poaceae benannt, welche 1969 von Norman Bor beschrieben wurde.